# Maurici Vallsquer
Maurici Valls i Quer (Barcelona, 1904 - Olot, 1992) fou un pintor i pessebrista català que signava com a Vallsquer. Va pertànyer a l'anomenada Escola d'Olot.

## Biografia
Nascut a Barcelona el 1904, amb arrels paternes olotines. Estudià als escolapis, on fou l'alumne predilecte del professor Castro Olivé. Els seus pares intentaren introduir-lo al món del comerç, però ell escollí ser pintor. Ingressà a la Llotja el 1920, on fou aconsellat per Fèlix Mestres.
Va ser cofundador de l'Associació d'Art formada per alumnes de la Llotja, fundada el 1926, junt amb els pintors Josep Amat i Pagès, Josep Barrenechea, Lola Bech i Beltran, Teresa Condeminas i Soler, Carmel Davalillo, Teresa Fábregas i Puig, Francesc Galofré i Suris, Lola Masalles, Manuel Rocamora, Josepa Serraviñals i Furió i Ricard Tárrega, entre d'altres.
El seu esperit profundament religiós, que es reflectia en la seva feina com a pessebrista, penetrava en les seves pintures.

## Obra
El paisatgisme català es basa en tres raons. La primera és l'esgotament dels temes èpics després de les guerres carlines. En segon lloc el «panteisme a l'element diví», dins del franciscanisme, tan arrelat a Catalunya. «Senyor Meu, sigueu lloat per la nostra germana Terra que ens nodreix i ens governa», hom llegeix al famós Himne al sol de sant Francesc d'Assís. La tercera raó està en la viva complaença del català pel seu entorn, en el qual roman ben còmode, al revés del paisatgisme castellà que «enlaira» l'home per sobre de la terra, cosa que el fa esdevenir un «místic».
Tots aquests trets són retrobats a l'obra pictòrica de Maurici Vallsquer, el qual confereix a les teles una temàtica agrària de les terres de l'interior; arbres que s'emmirallen als rius tot lluitant amb el vent. El personatge segueix minuciosament els canvis estacionals (pintor de «l'ànima de l'atmosfera», tal com el definí J. B. Bertran). La llum, copsada en plena naturalesa, esdevé protagonista de les seves obres. Té cura dels primers plans, per bé que, sobretot, fixa l'atenció en les tonalitats dels celatges. Maurici Vallsquer revela un paisatge incontaminat, transparent i serè. Ortega y Gasset esmenta el necessari diàleg de l'artista amb el seu medi. Vallsquer no tan sols ho aconsegueix perfectament, sinó que, a més, ho transmet amb pinzellades alegres, miraculosament jovenívoles, car mai no envelleix allò que hom estima.
El 2004 el Museu Comarcal de la Garrotxa va organitzar una exposició retrospectiva a l'ocasió del centenari del naixement de l'artista.
El 2007, uns lladres ben informats van robar vint-i-set pintures seu i obres d'altres artistes de la col·lecció de la família.